# Lasinje
Lasinje (lat. Moltkia), biljni rod iz porodice boražinovki raširen od Italije prema istoku do Male Azije, Transkavkaza i Irana
Vrste ovog roda su trajnice i polugrmovi. Od šest vrsta u Hrvatskoj raste samo jedna, to je modro lasinje (Moltkia petraea)

## Vrste
1. Moltkia angustifolia DC.
2. Moltkia aurea Boiss.
3. Moltkia coerulea (Willd) Lehm.
4. Moltkia gypsacea Rech.f.
5. Moltkia petraea (Tratt.) Griseb.
6. Moltkia suffruticosa (L.) Brand
7. Moltkia ×intermedia (Froebel) J.W.Ingram
8. Moltkia ×kemalpaschii Bornm.